# The Rink (pel·lícula)
The Rink és una pel·lícula muda estatunidenca estrenada l'11 de desembre de 1916, dirigida per Charlie Chaplin i protagonitzada per ell mateixi Edna Purviance. Va ser la vuitena pel·lícula de Charlie Chaplin per a la Mutual Film Corporation. Aquesta pel·lícula es considera clàssica dins la seva filmografia bàsicament per la llarga seqüència en la qual Chaplin mostra les seves habilitats gairebé sobrehumanes amb els patins sobre rodes.

## Argument
La pel·lícula comença una seqüència d'un gatet que juga a caçar una petita joguina lligada per una corda i que Edna fa ballar sobre la cara del seu pare que està dormint. Al final Edna aconsegueix que el seu pare es desperti, trobant el gat just davant del seu nas, i que així s'acabi d'arreglar per tots dos sortir de casa. Ell vol anar a un restaurant i ella a patinar. L'escena es trasllada al restaurant, on Charlie és un cambrer maldestre. Un client (Eric Campbell), li demana el compte i Charlie calcula el preu mirant les restes de menjar que l'home s'ha vessat per sobre. El client paga, però en el moment de tornar-li el canvi Charlie se’l queda com si fos una propina i marxa. El client el persegueix i, tot i que Charlie s'amaga darrere d'altres clients, acaba recuperant els seus diners.
Després, Charlie discuteix amb un altre company (John Rand), perquè sempre xoquen en entrar i sortir de la cuina, ja que ell mai agafa la porta correcta, marcades com "In" i "Out". El cambrer acaba per servir a un client un plat amb un raspall i un fregall, que li ha col·locat Charlie en topar amb ell en un d'aquests contratemps. A la cuina, tot intentant fent un còctel Charlie acaba esquitxant a tot el personal i provocant una baralla.
Davant del restaurant el senyor i la senyora Stout es discuteixen i mentre ella hi entra ell acaba marxant. Allà, Mrs Stout s'asseu just davant del pare d'Edna, flirtegen i acaben seient a la mateixa taula. Allà, la baralla entre els cambrers ha continuat i ha acabat amb un d'ells pegant a Mrs. Stout i essent acomiadat. Poc després, Charlie recupera la seva roba que guarda dins un forn i surt a dinar.
Mentrestant Mr. Stout ha entrat a la pista de patinatge i s'asseu al costat d'Edna intentant flirtejar. Ella va a la pista a patinar però ell la persegueix tot i que és molt maldestre patinant. Aleshores arriba Charlie que s'ha colat dins la pista i realitza una exhibició tot rodant en cercles al voltant de Mr. Stout i molestant-lo contínuament. Això provoca l'admiració d'Edna i Charlie s'ofereix a ensenyar-la a patinar. Mr. Stout i Charlie es barallen a la pista i el primer surt clarament derrotat. Sortint del local, Charlie es presenta com Sir Cecil Seltzer i ella el convida a una festa de patinatge que ha organitzat per a aquell vespre. Allà també hi aniran Mr. Stout convidat per una altra dona i Mrs Stout, convidada pel pare d'Edna.
A la festa el matrimoni es descobreix mútuament i es troben també amb Charlie, presentat com Sir Cecil. Mr i Mrs Stout, el pare d'Edna i Charlie es demanen uns als altres de callar el seus secrets i dissimular. A la pista es produeixen de nou múltiples baralles fins que la gent surt escandalitzada a trucar la policia. Charlie, en patins, és perseguit pel carrer per la policia i la majoria dels convidats però escapa enganxant el seu bastó a un cotxe que avança per la carretera.

## Repartiment
- Charles Chaplin (cambrer patinador)
- Edna Purviance (Edna, la noia)
- James T. Kelley (pare d'Edna)
- Eric Campbell (Mr. Stout, admirador d'Edna)
- Henry Bergman (client enfadat / Mrs Stout)
- Lloyd Bacon (client)
- Albert Austin (cuiner / patinador)
- Frank J. Coleman (amo del restaurant)
- John Rand (cambrer)
- Charlotte Mineau (amiga d'Edna)
- Leota Bryan (amiga d'Edna)
- Fred Goodwins (home de la jaqueta)

## Equip tècnic
- Direcció: Charlie Chaplin i Edward Brewer (director tècnic)
- Guió: Charlie Chaplin, Vincent Bryan i Maverick Terrell
- Fotografia: William C. Foster i Roland Totheroh[5]
- Producció: Henry P. Caulfield
- Productora: Mutual Film Corporation

## Producció
El 1916 Chaplin va signar un contracte de 670.000 dòlars amb la Mutual per tal de rodar una dotzena de pel·lícules aquell any. Tot i el poc temps, Chaplin ja havia après la mecànica i dominava a la perfecció els medis expressius. Van ser pel·lícules curtes on un episodi es fragmentava en mil incidents canviants. “The Rink” és la vuitena pel·lícula de la sèrie. The Rink es considera clàssica dins la seva filmografia bàsicament per la llarga seqüència en la qual Chaplin mostra les seves habilitats gairebé sobrehumanes amb els patins sobre rodes. El guió ja detallava que els actors havien de saber patinar bé i durant el rodatge es van produir infinitat de caigudes que no es van recollir en la versió final de la pel·lícula.
Tot i la sorpresa de molts dels seus seguidors, Chaplin ja havia demostrat la seva gran habilitat amb els patins quan era membre de la companyia de Fred Karno, on realitzava diferents números que incloïen el patinatge. Posar als actors sobre rodes fa que es moguin de manera més ràpida i impredictible, augmenta les oportunitats de xocar o caure, essències de la comèdia física. Aquesta és la primera vegada que Chaplin usa aquest concepte i demostra el seu control en tot moment, fins i tot quan interpreta que està intentant no caure. Alguns crítics han assenyalat que The Rink deriva clarament del primer èxit de Max Linder, “Les Débuts d'un patineur” (1907). La qüestió de la influència, però, es considera complicada. Més d'un crític ha observat similituds en alguns gags utilitzats per Linder i Chaplin, però com tots els comediants en els inicis del cinema, Linder i Chaplin es van adaptar lliurement el gran repertori de gags del music-hall o del vodevil.
Les peripècies sobre els patins de Chaplin a The Rink certament recorden les de Linder amb els patins de gel però la versió de Chaplin deriva d'un sketch de music-hall creat i primerament interpretat pel seu germà Sydney el 1909, quan el patinatge estava molt de moda a Anglaterra aquell mateix any. Charlie va participar en el sketch amb una altra companyia de gira, i el 1910 reprenia el paper principal de Syd. En qualsevol cas, el desenvolupament del gag de Chaplin és molt més inventiu que en la pel·lícula de Linder: mentre que la ineptitud de Max recull la manera estàndard d'actuar del còmi de music-hall, Chaplin elabora el mateix gag invertint les nostres expectatives: ell pot causar un caos calculat perquè pot patinar amb una habilitat consumada.
El 1932, els estudis Van Beuren van comprar les comèdies de Chaplin per a la Mutual per 10.000 dòlars cada una, els van afegir música i efectes sonors i les van re-estrenar sota el segell de la RKO. Chaplin no va aconseguir aturar-ho legalment.